# شارل کرو
شارل کرو (به فرانسوی: Charles Cros) شاعر و مخترع قرن نوزدهم میلادی اهل فرانسه است. موزه‌ای در کمون فابرزان فرانسه به او اختصاص داده شده است.